# Nimfy

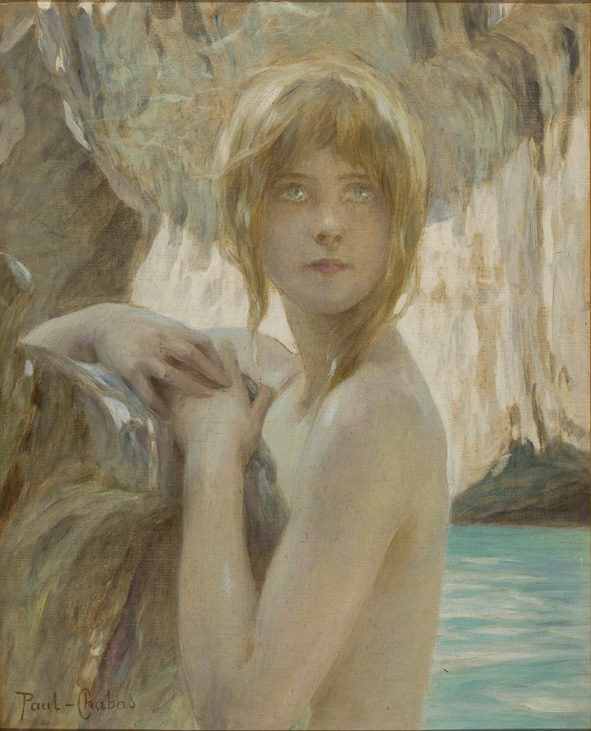
Jasnowłosa nimfa – obraz olejny Paula Chabasa

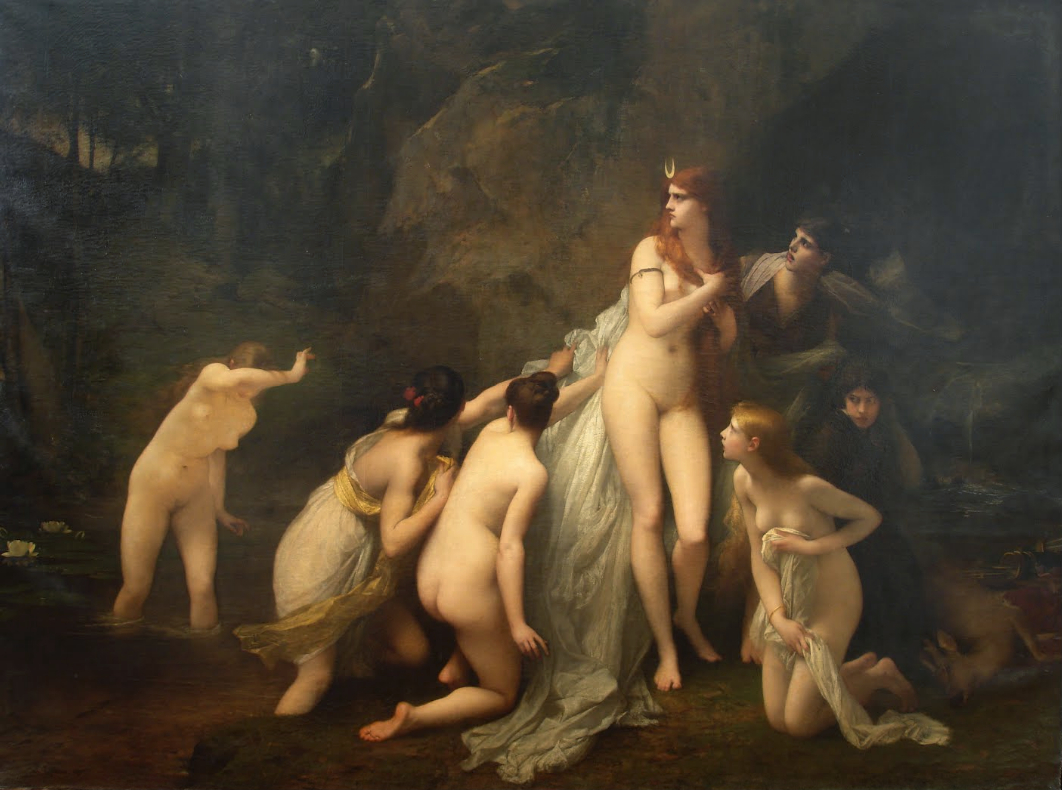
Zdziwiona Diana – obraz olejny Jules’a Josepha Lefebvre’a z 1879 r.

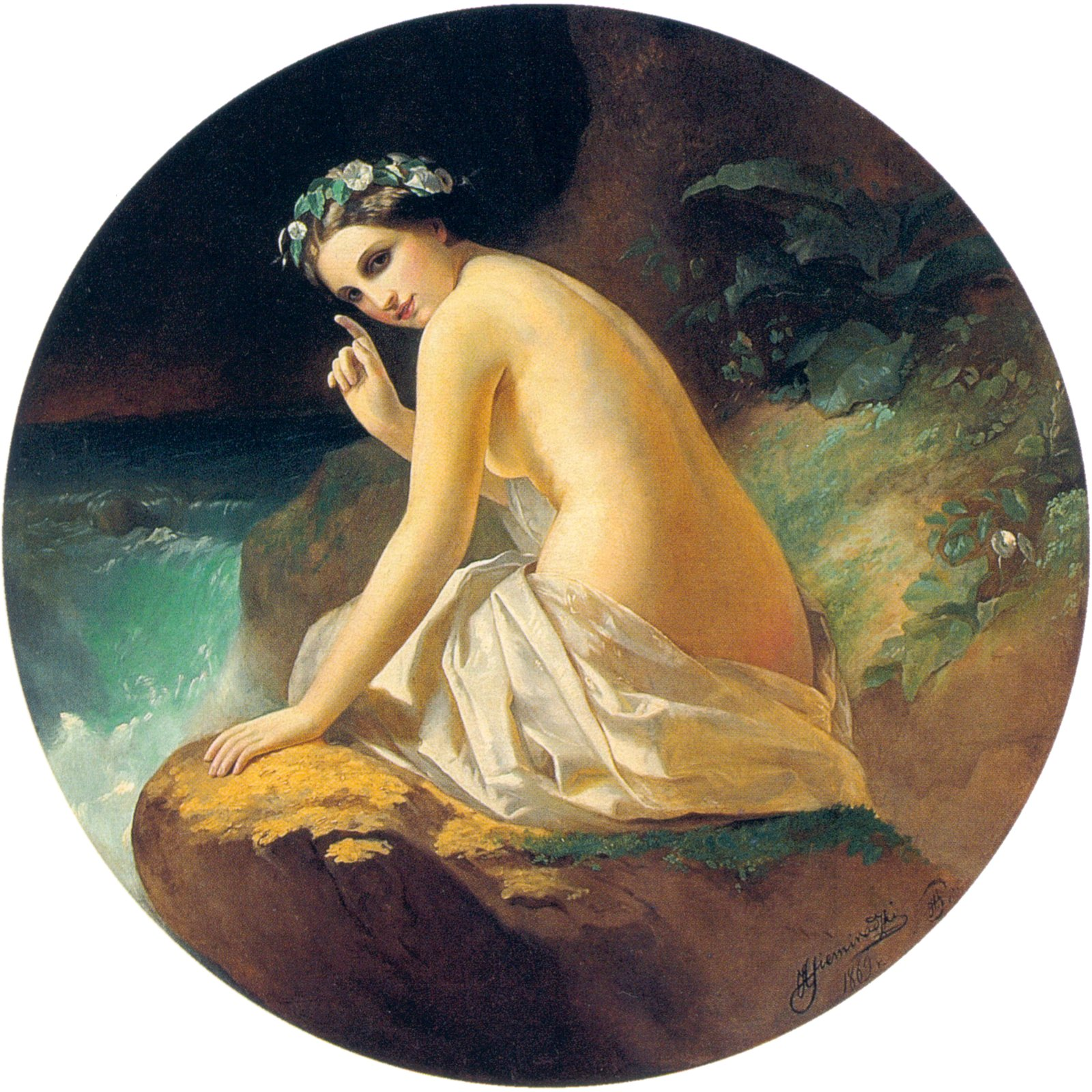
Nimfa – obraz olejny Henryka Siemiradzkiego z 1863 r.

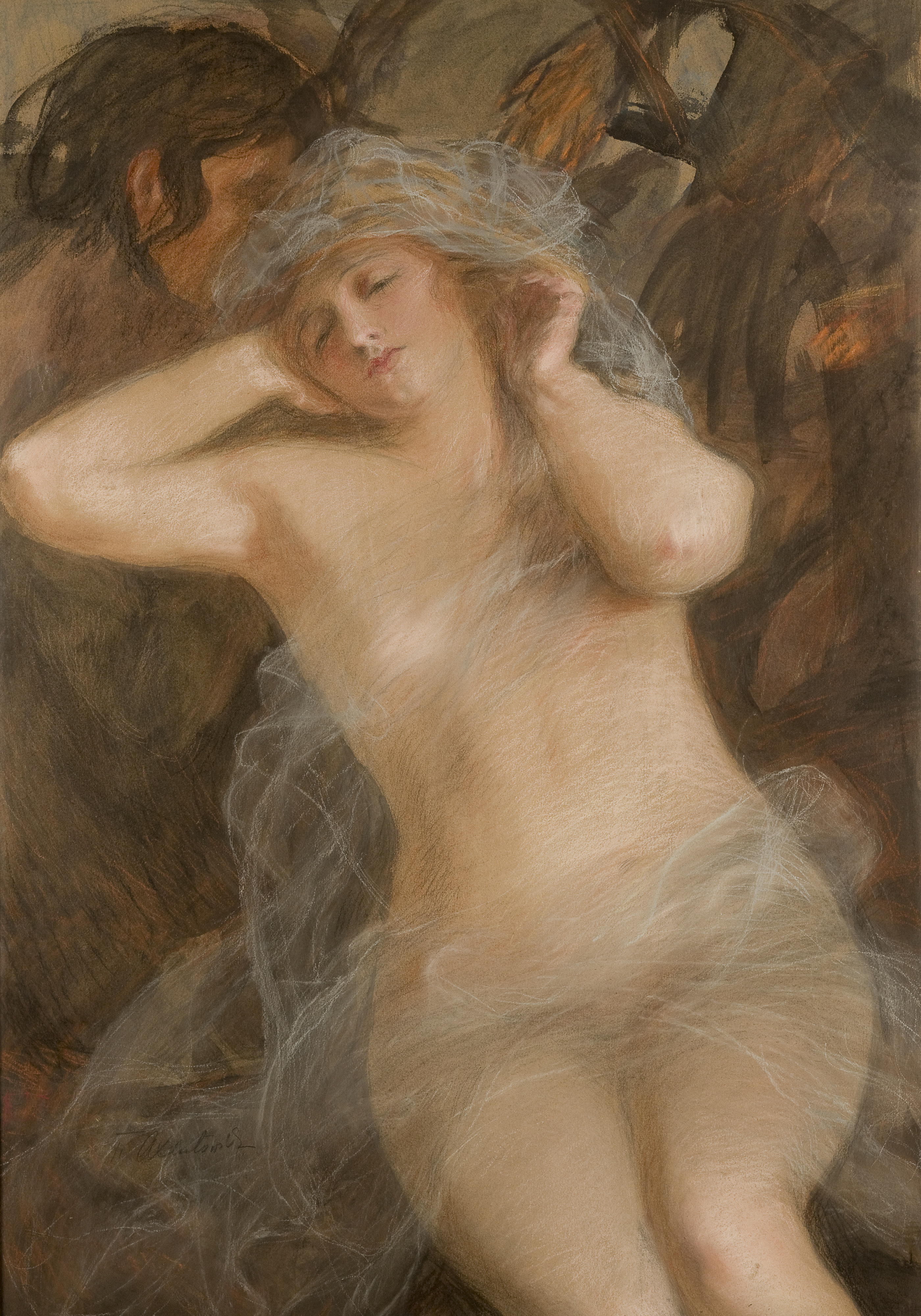
Nimfa i satyr – obraz pastelowy Teodora Axentowicza z 1900 r., Muzeum Narodowe w Krakowie

Nimfy (gr. Νύμφαι Nýmphai, l. poj. Νύμφη Nýmphē, łac. Nymphae ‘młode kobiety’, ‘dziewczyny w porze godowej’, ‘narzeczone’) – w mitologii greckiej i mitologii rzymskiej boginie (niższego rzędu) i uosobienia sił żywotnych przyrody.

## Mitologia
Homer przedstawiał je jako córki Zeusa. Były pięknymi, młodymi i długowiecznymi kobietami. Mieszkały we wsiach, lasach i wodach. Były duchami pól i ogólnie całej przyrody. Stanowiły uosobienie jej płodności i wdzięku. Zamieszkiwały groty, gdzie spędzały czas przędąc i śpiewając.
Nimfy nie stanowiły grupy jednorodnej. Dzieliły się na różne grupy w zależności od miejsca zamieszkania: nimfy wodne nazywano najadami, leśne driadami, drzewne hamadriadami, górskie oreadami, a łąkowe lejmoniadami. W mitologii występują także alseidy, meliady, Nereidy, Okeanidy, syreny i Atlantydy (Hesperydy, Hiady oraz Plejady).
Nimfy były często żonami herosów lub założycieli miast. Często pojawiały się w mitach o tematyce miłosnej. Zwykle ich kochankami byli: Pan, satyrowie, Priap, którzy uosabiali męskie siły w przyrodzie. Były także wybrankami większych bogów, jak: Zeus, Apollo, Hermes, Dionizos. Nimfy często zakochiwały się i uprowadzały młodzieńców np. Hylasa.
Opiekowały się boskimi niemowlętami jak Zeus czy Dionizos, np. Amaltea.
Najbardziej znanymi nimfami były: Dafne, Echo i Kalipso. W wiekach późniejszych nimfy stały się częstym tematem wierszy i dramatów. Od ich nazwy wywodzą się terminy nimfomania, nimfetka i nimfofilia.

## Kult
Uważano je za bóstwa niższego rzędu, do których zwracano się z prośbami i które nie były groźne. Zazwyczaj były w służbie u wielkich bogiń, najczęściej Artemidy, niekiedy bogów, jak Hermes czy Dionizos, gdzie były partnerkami satyrów lub sylenów, ale wyższego rzędu.
W Grecji wierzono w nimfy do czasów nowożytnych. Obecnie tłumaczy się ich kult jako pozostałości pierwotnego animizmu.

## Nimfy w kulturze
W latach 1512–1515 powstał obraz Dwie nimfy, autorstwa Palmy il Vecchio. Około 1525 ten sam artysta namalował obraz Kąpiąca się nimfa. W 1580 r. Giovanni da Bologna stworzył rzeźbę, której nadał tytuł Nimfa. W 1613 r. Peter Paul Rubens stworzył obraz Nimfa i satyrowie. Ten sam malarz namalował w 1617 r. obraz Trzy nimfy z rogiem obfitości. Natomiast spod pędzla tego malarza w latach 1635–1640 wyszedł obraz Nimfy Diany, zaskoczone przez satyrów. Étienne Maurice Falconet stworzył w 1757 r. rzeźbę, którą nazwał Nimfa wychodząca z kąpieli. W 1855 r. za sprawą Arnolda Böcklina powstało dzieło Centaur i nimfa.
Nimfy są rasą występującą w książkach z uniwersum Lici Troisi o nazwie Świat Wynurzony. Pełnią istotną rolę między innymi w trylogii Legendy Świata Wynurzonego, której pierwszy tom nosi tytuł Przeznaczenie Adhary.